# يوسف بن عبد الجليل الخضري
يوسف بن عبد الجليل الخضري (ت. 1241 هـ / 1825 م) هو واعظ حنفي، من أهل الموصل.
هو يوسف بن عبد الجليل بن مصطفى الخضري الجليلي الموصلي، توفي سنة 1241 هـ وقيل سنة 1243 هـ. له أخ فقيه هو محمود بن عبد الجليل الخضري.

## آثاره
من آثاره:
- «الانتصار للأولياء الأخيار» و قد طبع في بيروت بتحقيق من أحمد فريد المزيدي (دار الكتب العلمية للنشر والتوزيع، 2007 م).
- «كشف الأسرار وذخائر الأبرار».
- «الإستشفاء بأحاديث المصطفى».[2]

## وصلات خارجية
- مخطوطة: الانتصار للاولياء الأخيار - مخطوطات جامعة الملك سعود